# ديفل ماي كراي (لعبة فيديو)
ديفل ماي كراي (بالإنجليزية: Devil May Cry)‏ هي لعبة أكشن تم تطويرها ونشرها بواسطة شركة كابكوم ، صدرت في عام 2001 لجهاز بلاي ستيشن 2 ومنذ ذلك الوقت اكتسبت شعبية كبيرة وصدرت لها أجزاء أخرى.

## الشخصيات
- دانتي : صائد وحوش.
- فرجل
- تريش

## القصة
تدور أحداث القصة بعد أحداث الجزء الثالث ديفل ماي كراي 3 حيث تركز القصة على شخصيتي دانتي Dante وتريش Trish حيث يحاولان مواجهة زعيم الشياطين موندوس Mundus والذي قام والد دانتي والذي اسمه سباردا Sparda بهزيمته قبل مئات السنين، يواجه دانتي في هذا الجزء أخوه فيرجل Vergil والذي أصبح تحت سيطرة زعيم الشياطين الذي جعل فيرجل يلاحق دانتي ويواجهه عدة مرات . يملك كل من دانتي وفيرجل قلادتين إذا اتحدتا فإنهما تعطيان قوة كبيرة .

دانتي في مواجهة أحد الوحوش.

## روابط خارجية
- ديفل ماي كراي على موقع IMDb (الإنجليزية)